# Monte Mor
Monte Mor é um município brasileiro do estado de São Paulo. Sua população aferida no Censo de 2022 era de 64.662 habitantes. Monte Mor faz parte da Região Metropolitana de Campinas (RMC), inserida na V Região Administrativa do estado de São Paulo.

## História
Muito tempo antes do Brasil ser descoberto pelos Portugueses, a área do Município de Monte Mor já era conhecida e habitada por Índios da tradição Tupi-Guarani. Vestígios desta cultura, como fragmentos de cerâmica e material lítico foram encontrados em escavações sistematicamente realizadas nos sítios Tapajós e Rage Maluf a partir de 1971.
Fatores como a boa qualidade do solo e a água em abundância, através dos rios, ribeirões e córregos, contribuíram para atrair e fixar o homem neste local. Os primeiros a se fixarem, em razão destes fatores, foram os Índios, como mencionamos acima; bem mais tarde os cargueiros, que vindos de Piracicaba, conduziam suas mercadorias agrícolas para serem comercializadas em centros maiores como São Paulo e Santos, encontravam aqui condições adequadas para um pouco de descanso.
Já no final do século XVIII, temos a informação de que o Coronel Modesto Antonio Coelho Neto e o Alferes Luis Teixeira de Tolledo, receberam por sesmarias terras nesta região, estabeleceram-se aqui com suas famílias e escravos com o propósito de cultivá-las.
Em épocas posteriores, famílias vindas de Itu, Porto Feliz, passaram a adquirir, através de compra, suas propriedades, cultivando-as, tendo assim iniciado o desenvolvimento de Monte Mor. O núcleo urbano era pequeno com uma organização social incipiente. Como católicos fervorosos, em 1820 as famílias Ferreira Alves, Bicudo de Aguirre e Aguirre Camargo, doaram terras para a construção e sustentação de uma Capela sob a invocação de Nossa Senhora do Patrocínio. Nesta época o local era denominado Capela Curada de Nossa Senhora do Patrocínio de Capivari de Cima.

### Fundação
Por decreto de 16 de agosto de 1832, a antiga Capela Curada foi ereta em freguesia com a denominação de Nossa Senhora do Patrocínio de Água Choca e por lei provincial da Assembleia Legislativa, a Freguesia foi elevada à categoria de Vila de Monte Mor em 24 de março de 1871, data essa que se comemora o aniversário da Cidade.

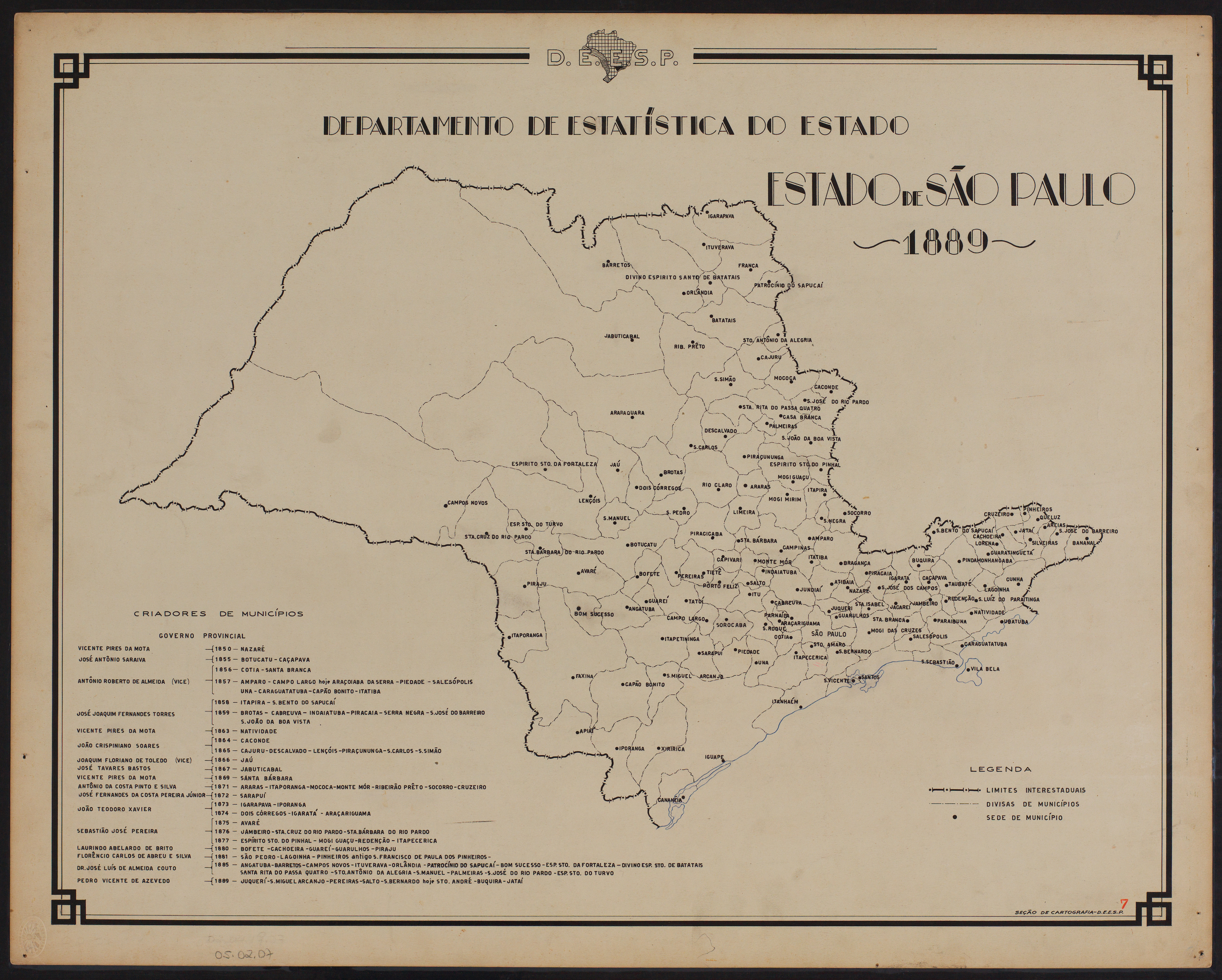
Estado de São Paulo (1889).

Até 1878, Monte Mor pertenceu ao Termo de Itu, desta época em diante passou ao termo de Capivari, através de solicitação da Câmara Municipal à Assembleia Provincial.
A instalação de indústrias nos últimos anos, facilitada ainda pelos múltiplos loteamentos de baixo custo, feitos a pagamento de longo prazo, intensificaram a migração de várias regiões para Monte Mor. O crescimento populacional acarretou também no desenvolvimento similar de vários outros aspectos.

## Geografia
Localiza-se a uma latitude 22º56'48" sul e a uma longitude 47º18'57" oeste, estando a uma altitude de 560 metros. Possui uma área de 240,6 km².

### Hidrografia
A maior parte do município de Monte Mor encontra-se inserido na Bacia do rio Capivari. Entretanto uma parcela da área rural do município encontra-se na área de drenagem da bacia do ribeirão dos Toledos, tributário do rio Piracicaba.

### Clima
Segundo dados do Centro Integrado de Informações Agrometeorológicas (CIIAGRO/SP), desde novembro de 2015 a menor temperatura registrada em Monte Mor foi de 1 °C em 13 de junho de 2016 e a maior atingiu 40,4 °C em 8 de outubro de 2020.
| Dados climatológicos para Monte Mor                                                                                   | Dados climatológicos para Monte Mor | Dados climatológicos para Monte Mor | Dados climatológicos para Monte Mor | Dados climatológicos para Monte Mor | Dados climatológicos para Monte Mor | Dados climatológicos para Monte Mor | Dados climatológicos para Monte Mor | Dados climatológicos para Monte Mor | Dados climatológicos para Monte Mor | Dados climatológicos para Monte Mor | Dados climatológicos para Monte Mor | Dados climatológicos para Monte Mor | Dados climatológicos para Monte Mor |
| Mês | Jan                                 | Fev                                 | Mar                                 | Abr                                 | Mai                                 | Jun                                 | Jul                                 | Ago                                 | Set                                 | Out                                 | Nov                                 | Dez                                 | Ano                                 |
| --- | ----------------------------------- | ----------------------------------- | ----------------------------------- | ----------------------------------- | ----------------------------------- | ----------------------------------- | ----------------------------------- | ----------------------------------- | ----------------------------------- | ----------------------------------- | ----------------------------------- | ----------------------------------- | ----------------------------------- |
| Temperatura máxima recorde (°C)                                                                                       | 37,4                                | 37,9                                | 35,7                                | 35,3                                | 32,6                                | 31,1                                | 31,9                                | 33,9                                | 37,9                                | 40,4                                | 37                                  | 36,2                                | 40,4                                |
| Temperatura mínima recorde (°C)                                                                                       | 14                                  | 15,2                                | 12,8                                | 7,8                                 | 2                                   | 1                                   | 1,5                                 | 4,1                                 | 6,1                                 | 10,1                                | 9,8                                 | 13,8                                | 1                                   |
| Fonte: CIIAGRO/SP – Centro Integrado de Informações Agrometeorológicas (recordes de temperatura: 10/11/2015-presente) |                                     |                                     |                                     |                                     |                                     |                                     |                                     |                                     |                                     |                                     |                                     |                                     |                                     |

### Rodovias
- SP-101 - Rodovia Jornalista Francisco Aguirre Proença

A distância até a Capital é de cerca de 118 quilômetros, com qual se comunica pela SP-101 até Campinas e desta a São Paulo pela SP–330 (Via Anhanguera) e SP–348 (Rodovia dos Bandeirantes).

## Demografia

### População
| Crescimento populacional                             | Crescimento populacional | Crescimento populacional | Crescimento populacional |
| Ano                                                  | População Total          |                          | %±                       |
| ---------------------------------------------------- | ------------------------ | ------------------------ | ------------------------ |
| 1872                                                 | 3 318                    |                          |                          |
| 1890                                                 | 4 416                    |                          | 33,1%                    |
| 1900                                                 | 5 706                    |                          | 29,2%                    |
| 1910                                                 | 8 346                    |                          | 46,3%                    |
| 1920                                                 | 10 058                   |                          | 20,5%                    |
| 1925                                                 | 11 523                   |                          | 14,6%                    |
| 1934                                                 | 12 712                   |                          | 10,3%                    |
| 1937                                                 | 13 590                   |                          | 6,9%                     |
| 1940                                                 | 10 489                   |                          | −22,8%                   |
| 1946                                                 | 5 264                    |                          | −49,8%                   |
| 1950                                                 | 5 614                    |                          | 6,6%                     |
| 1958                                                 | 5 120                    |                          | −8,8%                    |
| 1960                                                 | 6 322                    |                          | 23,5%                    |
| 1970                                                 | 7 960                    |                          | 25,9%                    |
| 1980                                                 | 14 020                   |                          | 76,1%                    |
| 1991                                                 | 25 559                   |                          | 82,3%                    |
| 2000                                                 | 37 340                   |                          | 46,1%                    |
| 2010                                                 | 48 949                   |                          | 31,1%                    |
| 2022                                                 | 64 662                   |                          | 32,1%                    |
| Est. 2024                                            | 67 296                   | [ 7 ]                    | 4,1%                     |
| Fontes: Censos Demográficos IBGE e Estimativas SEADE |                          |                          |                          |

### Dados demográficos
Dados do Censo - 2000
- Densidade demográfica (hab./km²): 155,07
- Mortalidade infantil até 1 ano (por mil): 14,08
- Expectativa de vida (anos): 72,20
- Taxa de fecundidade (filhos por mulher): 2,08
- Taxa de Alfabetização: 89,59%
- Índice de Desenvolvimento Humano (IDH-M): 0,783
- IDH-M Renda: 0,700
- IDH-M Longevidade: 0,787
- IDH-M Educação: 0,862

## Política e administração
- Prefeito: Murilo Antônio de Sousa Rinaldo (2025/-)
- Vice-prefeito: Ademilson Aparecido Ferreira Gomes
- Presidente da câmara: Webert Donizete Carvalho (2025/-)

## Infraestrutura

### Comunicações
O sistema de telefones automáticos foi inaugurado na cidade em 1966 pela Empresa Telefônica Monte Mor. Já o sistema de discagem direta à distância (DDD) foi implantado em 1980 pela Telecomunicações de São Paulo (TELESP) com o código de área (0192).
Na década de 90 o código DDD da cidade foi alterado para (019), para padronização do sistema telefônico com a telefonia celular que estava sendo implantada em todo o estado.

## Cultura e lazer
- Museu Elizabeth Aytai

## Religião
O Cristianismo se faz presente na cidade da seguinte forma:

### Igreja Católica
- A igreja faz parte da Arquidiocese de Campinas.[16]

### Igrejas Evangélicas
- Assembleia de Deus Ministério do Belém.[17][18]
- Congregação Cristã no Brasil.[19]
- Igreja Evangélica de Confissão Luterana no Brasil.[20]